# توسل بالعرف
مغالطة التوسل بالعرف، وهي تحصل حينما يُعتقد بأن ممارسة ما مقبولة لأن الجميع يمارسها، تسير على النحو التالي:
1. (س) ممارسة عامة في المجتمع.
2. إذن، (س) صحيحة، مقبولة، أخلاقية... الخ.

هذه المغالطة تعتمد على حقيقة أن أكثر الناس يمارسون ممارسة معينة، كدليل لدعم قبولها أو صحتها. وهذا أيضاً مغالطة لأن مجرد حقيقة أن أكثر الناس في المجتمع يمارسون ممارسة ما، لا يجعلها ممارسة صحيحة وأخلاقية.
ولكن هناك حالات لا تنطبق عليها هذه الممارسة، وهي حينما تتعلق «أخلاقية» عمل ما على ثقافة الناس وعلى تقاليدهم. فمثلا هناك بعض المجتمعات في الجزيرة العربية يغطي فيها النساء جميع أجسادهن بالعباءة وبالقفاز والجوارب، فحينما تقول احداهن «ان أكثر الناس يلبسون العباءة والقفازات والجوارب، إذن هذا الفعل أخلاقي ومقبول» لايجعلها مغالطة. لأن لها علاقة قوية بالثقافة.

## أمثلة
- «صحيح ان الكثير من الناس يعتبر الغش في الامتحانات سلوك خاطئ، ولكن الجميع يعرف بأن الكل مارسه. فهو مقبول.»